# Гольденберг Володимир Олександрович
Володимир Олександрович Гольденберг (1900, Велика Олександрівка, Херсонський повіт, Херсонська губернія — 1956, Харків) — український радянський історик стародавнього світу та медик. Виконувач обов'язків завідувача кафедри стародавньої історії та археології Харківського державного університету у 1951—1953 роках та завідувач кафедри історії у Харківському бібліотечному інституті. Учасник Громадянської війні в Росії та Німецько-радянської війни.

## Життєпис
Володимир Гольденберг народився у 1900 році у селі Велика Олександрівка Херсонського повіту. За етнічним походженням єврей. У 1919 році був призваний до лав Червоної армії, у складі якої брав участь у боях на Південному фронті під час Громадянської війні в Росії, був тяжко поранений.
У 1920—1922 роках здобував вищу освіту у Харківському інституті народної освіти. Згодом навчався у Харківському державному медичному інституті, який закінчив у 1926 році. Викладав історію та суспільствознавство в харківських середніх школах, зокрема у школі № 36. Одночасно працював лікарем і неоднарозово приходив вести уроки після нічної зміни у лікарні. З 1934 року став читати лекції з історії стародавнього світу та середніх віків у Харківському державному педагогічному інституті та в Українському комуністичному інституті журналістики. У 1938 році став працювати у Харківському державному університеті на посаді старшого викладача кафедри стародавньої історії та археології, того ж року він очолив кафедру історії у Харківському державному бібліотечному інституті.
У вересні 1941 року був знову призваний до лав Червоної армії у зв'язку з Німецько-радянською війною. У званні майора медичної служби очолив евакуаційний шпиталь № 1783. Володимир Гольденберг зміг налагодити ефективну роботу шпиталю, перетворивши напівзруйновані сараї у гарний приймально-сортувальний блок. За місяць шпиталь приймав та повністю обробляв шесть тисяч ранених, інколи до 500 на день. За ефективне налагодження роботи шпиталю, Володимир Гольденберг був відзначений орденом Червоної зірки (28 жовтня 1943), у наградному листі так його характеризували: «Спокійний, врівноважений, чуйно реагує на всі запити поранених, він завоював заслужений авторитет серед особового складу та поранених». Також у 1943 році він став членом ВКП (б). Взимку 1944 року Володимир Гольденберг, виконуючи наказ командування, перекваліфікував свій заклад на спеціалізований шпиталь орієнтований на щелепно-лицьові поранення. Завдяки правильно організованому лікуванню та підготовці кадрів, шпиталь мав малу смертність та високий процент повернення у стрій, за що Володимир Гольденберг був удостоєний ордена Вітчизняної війни II ступеня (16 травня 1945).
Після демобілізації повернувся до Харківського державного університету, де працював доцентом кафедри стародавньої історії та археології. У 1947 році захистив дисертацію на здобуття наукового ступеня кандидата історичних наук на тему «Гражданская война в Риме в 69 году н. э.: (К вопросу о социальном содержании борьбы четырех императоров)». Після смерті Семена Семенова-Зусера, восени 1951 року, виконував обов'язки завідувача кафедри до 1953 року, коли завідувачем став Костянтин Гриневич. Також брав участь у проведенні вступних екзаменів, де за оцінкою колеги Івана Рибалки, екзаменатори «чуйно ставилися до вступників, намагалися об'єктивно оцінювати їх знання». 
Історик Володимир Кадєєв, згадуючи про свої студентські роки, називав Володимира Гольденберга кращим викладачем на першому курсі, де він читав курси Історії Стародавнього Сходу та Історії Стародавньої Греції і Риму. Також, під керівництвом Гольденберга, Кадєєв писав курсову роботу «Боротьба Октавіана з Антонієм».
Володимир Гольденберг помер у 1956 році та був похований на Другому міському кладовищі Харкова.

## Наукова діяльність
Володимир Гольденберг вважав імперію Ахеменідів та державу Александра Македонського тимчасовими та неміцними військово-адміністративними утвореннями, які не мали власної економічної бази. Перемоги та поразки полководців, він пояснював не випадковостями, а постійно діючими факторами. Володимир Гольденберг виділяв три особливості античної економіки: переважання натурального господарства, уповільнений розвиток виробничої техніки та особливу роль торговельного капіталу. У своїй класифікації давньогрецьких полісів, Гольденберг поділяв їх на аграрні, торгові та торгово-аграрні. Угруповування Фемістокла Гольденберг називав «торгово-рабовласницьким».
На думку дослідниці І. Р. Кілачицької, Гольденберг у своєму посібнику «История древней Греции и Рима» мало уваги приділяв античному виробництву, зосереджуючись на торгівлі. Як зазначала дослідниця, хоча Гольденберг і згадує таку особливість античної економіки як рабовласництво, він не приділяє їй належної уваги. Хоча Кілачицька вважала, що вузлові питання курсу у посібнику Гольденберга «висвітлені … методологічно вірно», вона висловлювала сумнів щодо деяких тверджень. Зокрема пояснення збереження родових пережитків у Спарті автор пояснював раннім утворенням держави, а утворена держава в Афінах «могла бути тільки аристократичною». Також, через неточність формулювання, «читач може подумати, що всі грецькі тирани були представниками інтересів торгового прошарку афінських рабовласників».

## Вибрані публікації
Основні наукові праці Володимира Гольденберга:
- Методическое письмо к изучению курса всеобщей истории. История древнего мира / сост. В. А. Гольденберг. — X., [1940]. — 16 с. (рос.)
- Гражданская война в Риме в 69 году н. э. : (К вопросу о социальном содержании борьбы четырех императоров): дис. … канд ист. наук. — X., 1946. — 171 л. (рос.)
- Методические указания по курсу истории древней Греции и Рима. — X. : 1947. — 16 с. (ХГУ) (рос.)
- Методические указания к изучению курса истории первобытного общества: (Для студ.-историков). — X. : 1948. — 12 с. (ХГУ) (рос.)
- Научная работа исторического факультета Харьковского государственного университета им. А. М. Горького // ВИ. — 1950. — № 6. — С. 141—142. (рос.)
- До питання про вивіз рабів з Північного Причорномор'я в античний період // УЗХУ. — 1952. — Т. 43 : Тр. іст. ф-ту. — Т. 2. — С. 159—166.
- Замечания по поводу проспекта «Всемирной истории» АН СССР. Т. 1,2 // ВДИ. — 1952. — № 4. — С. 182—186. (рос.)
- История древней Греции и Рима: учеб.-метод. пособие для студ.-заочников ист. ф-тов. — X. : ХГУ, 1953. — 82 с. (рос.)
- Северное Причерноморье как рынок рабов для средиземноморского мира // ВДИ. — 1953. — № 1. — С. 200—209. (рос.)
- История древнего Востока: учеб.-метод. пособие для студ.-заочников ист. ф-тов. — X. : ХГУ, 1954. — 83 с. (рос.)
- История древней Греции и Рима: учеб.-метод. пособие для студ.-заочников ист. ф-тов. — 2-е изд., испр. и доп. — X. : ХГУ, 1955. — 91 с. (рос.)
- История древнего мира: учеб.-метод. пособие для студ.-заочников ист. ф-тов. — X. : ХГУ, 1956. — 170 с. (рос.)
- 3 історії народно-визвольних рухів у Римській імперії в першій половині І ст. н. е.: За часів правління Тіберія // УЗХУ. — 1957. — Т. 78 :Тр. іст. ф-ту. — Т. 5. — С. 183—192.
- Очерки по истории Римской империи в І в. н. э. Гражданская война 69 года н. э. — X. : ХГУ, 1958. — 119 с. (рос.)

## Отримані нагороди
- орден Червоної зірки (28 жовтня 1943)[5]
- орден Вітчизняної війни II ступеня (16 травня 1945)[1]